# Josiah Bartlett
Josiah Bartlett (Amesbury, 21 novembre 1729 – Kingston, 19 maggio 1795) è stato un politico e medico statunitense, padre fondatore degli Stati Uniti, delegato al Congresso continentale per il New Hampshire, firmatario della Dichiarazione d'indipendenza e degli Articoli della Confederazione, e giudice associato alla Corte Suprema del New Hampshire.

## Biografia

Stemma araldico di Josiah Bartlett

Josiah Bartlett nacque al numero 276 di Main Street ad Amesbury, nella Provincia della Massachusetts Bay, da Stephen e Hannah-Mary (Webster) Bartlett. Il padre Stephen era figlio di Richard e Hannah (Emery) Bartlett, e Josiah fu il quinto figlio e quarto maschio dei genitori. A 17 anni imparò latino e greco, ed iniziò lo studio della medicina, lavorando nell'ufficio del dottor Ordway ad Amesbury. Prima di compiere i 21 anni, nel 1750, si trasferì a Kingston, nella contea di Rockingham ed iniziò la pratica. Kingston, all'epoca, era un insediamento di frontiera di poche centinaia di famiglie, e Bartlett era l'unico dottore in quella parte della contea; qui acquistò terre e una fattoria.
Il 15 gennaio 1754 sposò Mary Bartlett di Newton; lei era la figlia di suo zio Joseph, pertanto erano cugini, e rimasero sposati fino alla morte di lei, il 14 luglio 1789. Joseph e Mary ebbero tre figli e sette figlie: Mary (1754), Lois (1756), Miriam (1758), Rhoda (1760), Hannah (morta durante l'infanzia nel 1762), Levi (1763), Josiah (1768), Ezra (1770), Sarah (1773) e Hannah (1776, anch'essa morta in giovane età). Tutti i tre figli maschi e sette dei suoi nipoti seguirono le sue orme come medici.

## Carriera medica

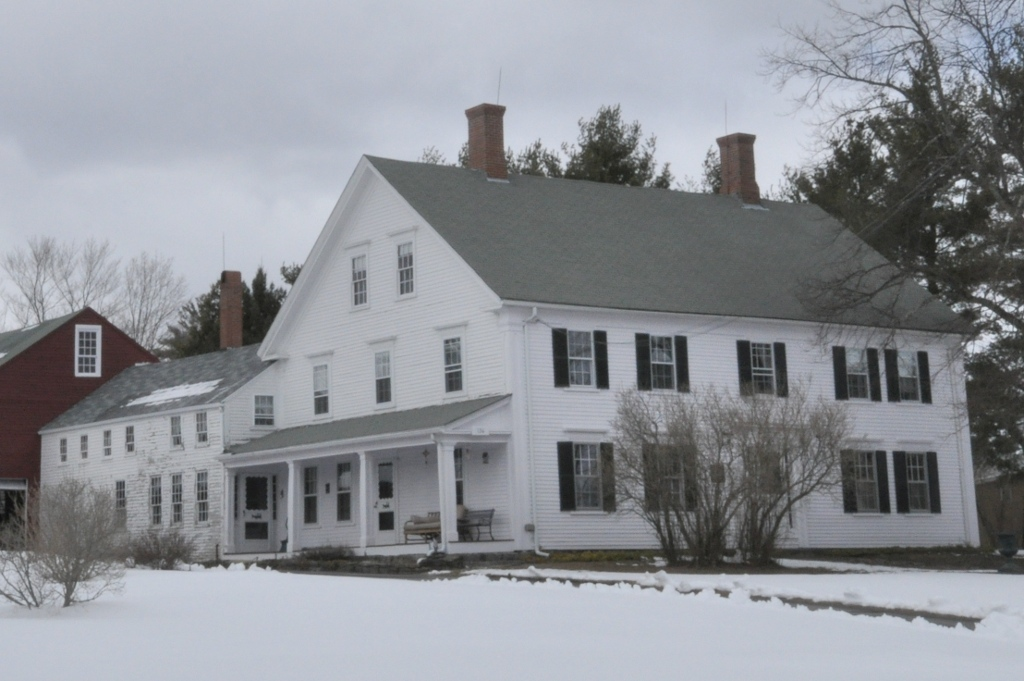
Josiah Bartlett House a Kingston (New Hampshire)

Bartlett praticò attivamente la professione medica per 45 anni, dopo l'apprendistato presso un altro dottore e dopo aver fondato il proprio studio all'età di 20 anni. Intorno al 1735, Kingston fu colpita da una epidemia di febbre e ulcera, chiamata "cimurro della gola"; per gli adulti rappresentava una malattia seria, e per i bambini era di frequente fatale, specialmente tra i molto piccoli. Quando la malattia tornò nel 1754, Bartlett sperimentò una terapia utilizzando diversi medicinali disponibili, scoprendo empiricamente che la corteccia peruviana alleviava i sintomi a sufficienza da permettere la guarigione.
Nel 1790 Bartlett sponsorizzò una legge che riconosceva la New Hampshire Medical Society. Fu anche eletto capo dell'esecutivo del New Hampshire e nel 1791 e 1792 funse da Presidente. Nel 1790 formulò il discorso di apertura al Dartmouth College quando si laureò il figlio Ezra. A Bartlett fu assegnato un dottorato onorario in medicina lo stesso giorno in cui il figlio conseguì la laurea.

## Carriera politica
Bartlett divenne attivo negli affari politici di Kingston, e nel 1765 fu eletto all'assemblea coloniale. Nel 1767 divenne colonnello della milizia della sua contea, e il governatore John Wentworth lo nominò giudice di pace. All'approssimarsi della rivoluzione americana, le sue politiche Whigs lo posero in opposizione a Wentworth. Anche se la sua loggia non è nota, il bisnipote Levi S. Bartlett ricevette una lettera scritta da Josiah al figlio Ezra, che diceva "Ho partecipato ad un incontro massone la scorsa sera, ed appena potrai, vorrei che ti unissi ai massoni." Nel 1774 Bartlett entrò nel comitato di corrispondenza dell'Assemblea ed iniziò la propria attività con i leader rivoluzionari delle altre dodici colonie. Nello stesso anno, quando Wentworth sciolse l'Assemblea, Josiah fu eletto come suo successore rivoluzionario (e illegale), all'Assemblea Provinciale. Bartlett perse la casa in un incendio, che si sospetta fu appiccato dai Tory di opposizione. Si spostò con la famiglia fuori dalla fattoria, ed iniziò la ricostruzione. Quando l'assemblea nominò Bartlett e John Pickering come delegati al Congresso continentale, egli declinò perché doveva badare alla famiglia, ma rimase attivo nella politica del New Hampshire. In uno degli ultimi atti del governatore Wentworth prima di essere espulso dal New Hampshire nel 1775, egli revocò Bartlett come membro delle commissioni di giustizia, da colonnello della milizia e dal Parlamento.

## Congresso continentale
Bartlett fu scelto come delegato di nuovo nel 1775, e partecipò a quella sessione e a quella del 1776, ed in effetti, per un periodo tra la fine del 1775 e l'inizio del 1776, fu l'unico delegato dal New Hampshire a prendere parte al Congresso. Gran parte del lavoro congressuale fu svolto in comitati; i più importanti di questi avevano un delegato per ogni stato, il che significa che Bartlett fu presente in tutti, inclusi quelli sulla sicurezza, la segretezza, le munizioni, la marina ed il governo civile.
Alla fine, dopo le sue continue lettere all'assemblea e al comitato di sicurezza del New Hampshire, William Whipple e Matthew Thornton vennero aggiunti alla delegazione a Filadelfia. Quando il tema della dichiarazione di indipendenza dalla Gran Bretagna fu ufficialmente posto nel 1776, come rappresentante della colonia più settentrionale, Bartlett fu il primo a votare, e rispose affermativamente. Firmò la Dichiarazione di indipendenza degli Stati Uniti d'America.
Nel 1777 rinunciò a tornare al Congresso, per i troppi sforzi che richiedeva. Utilizzò comunque le sue conoscenze mediche per accompagnare le forze di John Stark nella battaglia di Bennington nell'agosto di quell'anno. Venne rieletto al Congresso nel 1778, e fu membro del comitato che stilò gli Articoli della Confederazione; dopo che gli articoli vennero adottati, tuttavia, tornò nel New Hampshire per i propri affari personali. Questo fu il suo ultimo impegno federale; quando era stato al Congresso nel 1776, la moglie Mary aveva gestito la fattoria, la ristrutturazione della casa, ed aveva badato a nove figli, dando anche alla luce Hannah.

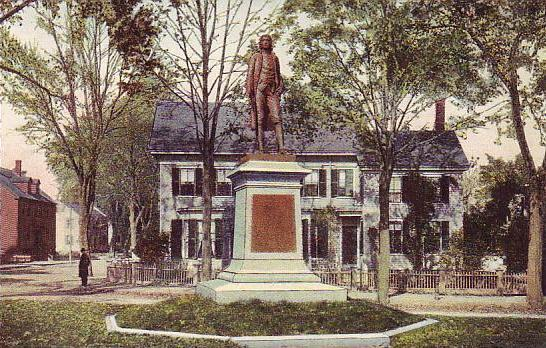
Statua di Josiah Bartlett, presso l'incrocio di Main e Heritage Vale Street, ad Amesbury in Massachusetts.

## Anni successivi
Pur rimanendo nello stato dopo il 1778, nel 1779 tornò al suo ruolo di giudice nella Corte per le richieste pubbliche. Nel 1782 poi fu nominato per la Corte Suprema del New Hampshire; nel 1788 Bartlett divenne giudice capo alla Corte Suprema. Nello stesso anno fu delegato alla Convenzione del New Hampshire per l'adozione della Costituzione degli Stati Uniti d'America, fungendo per parte del periodo come presidente. Sostenne la ratifica, che ebbe luogo il 21 giugno 1788. Il Parlamento del nuovo stato del New Hampshire lo scelse come senatore federale, ma Bartlett declinò la proposta.
Quando entrò in vigore la nuova Costituzione del New Hampshire nel 1792, divenne governatore. Si dimise nel 1794 dopo quattro anni, per motivi di salute, e morì l'anno seguente. Durante il suo mandato, venne approvata una nuova costituzione, vennero approvate leggi e statuti, e furono anticipati i pagamenti dei debiti dello stato. Promosse attivamente l'agricoltura e la manifattura, l'ammodernamento delle strade, e vide l'avvio dei lavori per la costruzione di nuovi canali.

## Morte

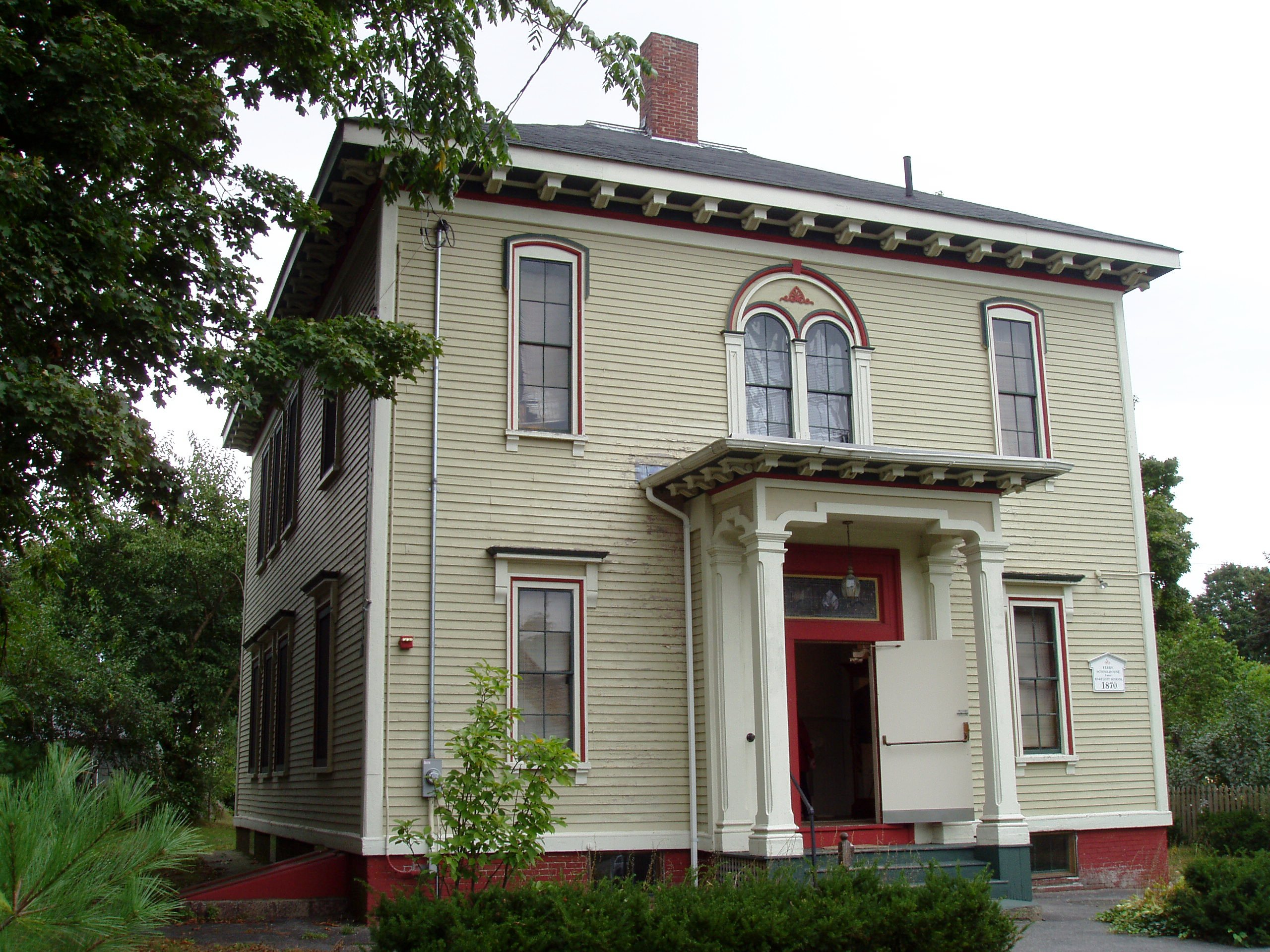
Bartlett Museum, Inc. ad Amesbury, Massachusetts

Bartlett si ritirò a Kingston nella propria casa, dove morì il 19 maggio 1795 a causa di una paralisi. È sepolto accanto alla moglie Mary nel Plains Cemetery, a Kingston. I discendenti di Bartlett vivono ancora nella sua casa; la Josiah Bartlett House è stata dichiarata National Historic Landmark nel 1971.
Una statua di bronzo di Bartlett si trova nella piazza cittadina di Amesbury, in Massachusetts. Il suo ritratto è appeso nel Campidoglio a Concord, tratto da un originale di John Trumbull. Il comune di Barlett prende il nome da Josiah Bartlett, così come la Josiah Bartlett Elementary School. Bartlett è raffigurato su un cartello storico lungo la Route 111 a Kingston. La Bartlett School ad Amesbury, in servizio dal 1870 fino alla chiusura del 1968, è oggi occupata dal Bartlett Museum Inc, un museo non profit.
Il protagonista della serie TV West Wing - Tutti gli uomini del Presidente della NBC è un personaggio immaginario raffigurato come discendente del firmatario della Dichiarazione di indipendenza.